# Mount St. Helens Institute
Das Mount St. Helens Institute (MSHI) ist eine nichtstaatliche Bildungseinrichtung und Non-Profit-Organisation mit Sitz in der kleinen US-amerikanischen Gemeinde Amboy im Bundesstaat Washington. Sie hat sich der Umweltbildung sowie dem Umwelt- und Naturschutz verschrieben.
Das MSHI befasst sich hauptsächlich mit der Region um den namensgebenden Vulkan Mount St. Helens, ist aber auch im Gifford Pinchot National Forest sowie in den südwestlichen Washingtoner Countys aktiv. Ziel ist es nach eigener Aussage, das „Verständnis bezüglich der Erde und die Verpflichtung ihr gegenüber mittels Wissenschaft, Bildung und Erkundung vulkanischer Landschaften voranzubringen.“ Das Institut strebt eine Aufklärung über die Geologie, Ökologie, Naturgeschichte und Biologie der lokalen Umwelt an sowie über den Ausbruch des Mount St. Helens 1980, dessen Folgen und die Wiederbesiedlung des Gebietes durch Flora und Fauna. Ein Hauptaugenmerk liegt auch darauf, bei Schülern Interesse an den sogenannten MINT-Fächern zu wecken.
Zu den Angeboten des MSHI zählen unter anderem geführte Exkursionen und Klettertouren, Lehrerfortbildungen, Vortragsreihen, Kunstworkshops, Feldseminare mit wissenschaftlichen Experten und Bildungsprogramme für Schulklassen. Darüber hinaus kontrolliert es am Lewis River und seinen Nebenflüssen Fischwiederansiedlungen und Renaturierungsprojekte und kümmert sich auch um die Instandhaltung der Wanderwege – dafür arbeitet man häufig mit der Washington Trails Association zusammen. Geleistet wird die Arbeit von einem kleinen Kreis fest angestellter Mitarbeiter sowie zahlreichen Saisonkräften und ehrenamtlichen Helfern. In Kooperation mit dem United States Forest Service betreibt das MSHI am Coldwater Ridge Visitor Center – 12,3 Kilometer Luftlinie nordwestlich des Vulkans am Coldwater Lake gelegen – das Science & Learning Center. Unter zahlreichen weiteren Partnern des Instituts sind das Cascades Volcano Observatory der United States Geological Survey, die University of Washington, die Oregon State University, der Cowlitz-Indianerstamm sowie die bundesstaatlichen Department of Fish and Wildlife und Department of Natural Resources. An der Windy Ridge unweit des Spirit Lake unterhält das MSHI während der Sommermonate zudem ein Zeltlager, das von Wissenschaftlern während der Feldarbeit genutzt werden kann.
Das Mount St. Helens Institute hatte im Jahr 2015 ein Budget von etwa 785.000 US-Dollar, dem im gleichen Jahr Ausgaben von 799.000 US-Dollar gegenüber standen. Die Finanzierung stützt sich vor allem auf staatliche Zuschüsse und Finanzmittel – 2015 etwa 475.000 US-Dollar – sowie Spenden und Sponsorengelder. So wird das MSHI beispielsweise auch von zahlreichen Unternehmen und Betrieben der Region gefördert.